# Estrella variable Gamma Doradus

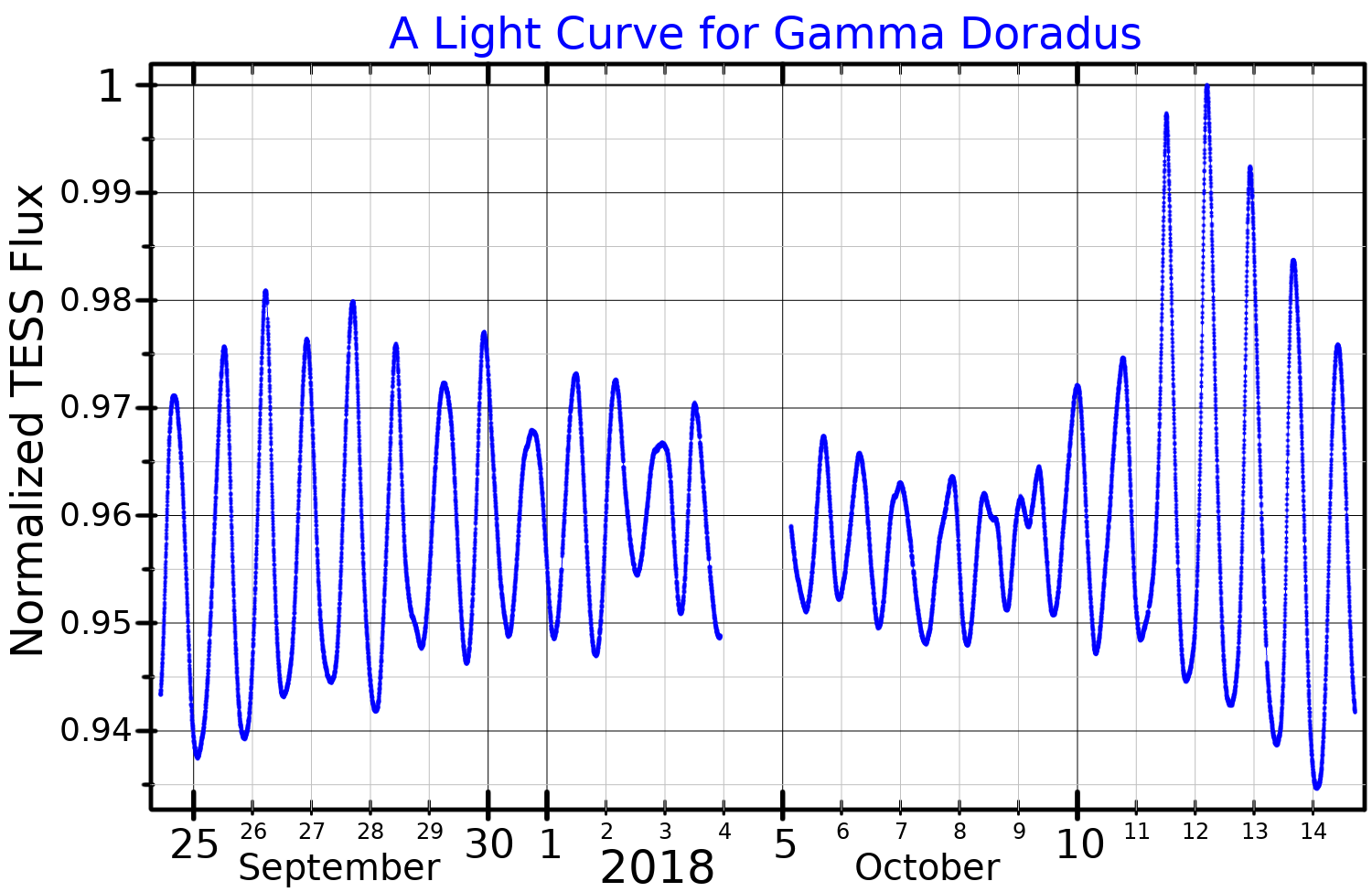
Una curva de luz para Gamma Doradus, trazada a partir de datos del satélite TESS

Las variables Gamma Doradus son una clase de estrellas variables que muestran variaciones en su luminosidad debido a pulsaciones no radiales de su superficie.
Son estrellas habitualmente jóvenes con tipos espectrales F-tempranos o A-tardíos.
En el diagrama de Hertzsprung-Russell se sitúan en la secuencia principal o ligeramente por encima de la misma.
Típicamente tienen períodos fotométricos múltiples que van de 0,3 a 3 días, exhibiendo curvas de luz sinusoidales con amplitudes comprendidas entre varias milimagnitudes y pequeños porcentajes del brillo habitual de la estrella.
Ésta es una clase relativamente nueva de estrellas variables, siendo caracterizadas por vez primera en la segunda mitad de la década de 1990.
Se conocen unas 56 variables pertenecientes a esta clase.
Continúan investigándose los detalles de las causas físicas subyacentes que provocan las variaciones.
Gamma Doradus, prototipo del grupo, da nombre a la clase.
V398 Aurigae, QW Puppis, IR Draconis y NZ Pegasi son varios brillantes ejemplos de variables Gamma Doradus.